# Jeff Carlson
Pour les articles homonymes, voir Carlson.
Jeff Carlson (né le 20 juillet 1953 à Virginia dans le Minnesota, États-Unis) est un joueur professionnel américain de hockey sur glace et aussi membre des « Frères Hanson » du film La Castagne (Slap Shot).

## Carrière en club
Il commença sa carrière de hockeyeur professionnel avec les Jets de Johnstown de la NAHL. À sa deuxième saison, il réussit à jouer sept parties dans l'Association mondiale de hockey avec les Fighting Saints du Minnesota. Après la saison 1974-1975, Carlson joua comme acteur dans le film La Castagne (Slap Shot), incarnant l'un des « Frères Hanson », Jeff. Il joua dans ce film en compagnie de son frère, lui aussi hockeyeur professionnel, Steve Carlson.
Par la suite, il reprit sa carrière professionnelle avec les Roadrunners de Phoenix avant de se joindre aux Mohawks de Muskegon dans la Ligue internationale de hockey où il termina sa carrière en 1983.

## Statistiques
| Saison     | Équipe                       | Ligue      |    | Saison régulière | Saison régulière | Saison régulière | Saison régulière | Saison régulière |   | Séries éliminatoires | Séries éliminatoires | Séries éliminatoires | Séries éliminatoires | Séries éliminatoires |
| Saison     | Équipe                       | Ligue      | PJ | B                | A                | Pts              | Pun              | PJ               | B | A                    | Pts                  | Pun                  |                      |                      |
| 1973-1974  | Iron Rangers de Marquette    | USHL       | 55 | 25               | 39               | 64               | 170              |                  |   |                      |                      |                      |                      |                      |
| 1974-1975  | Jets de Johnstown            | NAHL       | 64 | 15               | 32               | 47               | 250              | 14               | 5 | 4                    | 9                    | 46                   |                      |                      |
| 1975-1976  | Jets de Johnstown            | NAHL       | 55 | 27               | 20               | 47               | 160              | 9                | 1 | 2                    | 3                    | 2                    |                      |                      |
| 1975-1976  | Fighting Saints du Minnesota | AMH        | 7  | 0                | 1                | 1                | 14               |                  |   |                      |                      |                      |                      |                      |
| 1976-1977  | Generals de Greensboro       | SHL        | 21 | 11               | 1                | 12               | 61               |                  |   |                      |                      |                      |                      |                      |
| 1976-1977  | Gulls de Hampton             | SHL        | 1  | 1                | 0                | 1                | 0                |                  |   |                      |                      |                      |                      |                      |
| 1976-1977  | Comets de Mohawk Valley      | NAHL       | 17 | 4                | 7                | 11               | 40               | 4                | 1 | 0                    | 1                    | 31                   |                      |                      |
| 1977-1978  | Roadrunners de Phoenix       | PHL        | 41 | 19               | 27               | 46               | 65               |                  |   |                      |                      |                      |                      |                      |
| 1977-1978  | Indians de Springfield       | LAH        | 4  | 0                | 0                | 0                | 4                |                  |   |                      |                      |                      |                      |                      |
| 1978-1979  | Roadrunners de Phoenix       | PHL        | 56 | 13               | 16               | 29               | 156              |                  |   |                      |                      |                      |                      |                      |
| 1979-1980  | Mohawks de Muskegon          | LIH        | 76 | 26               | 25               | 51               | 187              | 3                | 0 | 0                    | 0                    | 4                    |                      |                      |
| 1980-1981  | Mohawks de Muskegon          | LIH        | 60 | 12               | 23               | 35               | 153              |                  |   |                      |                      |                      |                      |                      |
| 1980-1981  | Komets de Fort Wayne         | LIH        | 14 | 3                | 5                | 8                | 12               | 12               | 3 | 1                    | 4                    | 11                   |                      |                      |
| 1981-1982  | Mohawks de Muskegon          | LIH        | 62 | 16               | 26               | 42               | 124              |                  |   |                      |                      |                      |                      |                      |
| 1982-1983  | Mohawks de Muskegon          | LIH        | 5  | 0                | 0                | 0                | 0                |                  |   |                      |                      |                      |                      |                      |
| Totaux AMH | Totaux AMH                   | Totaux AMH | 7  | 0                | 1                | 1                | 14               |                  |   |                      |                      |                      |                      |                      |

## Parenté dans le sport
Frère des joueurs Jack Carlson et Steve Carlson.